# Rezerwat Biosfery Północno-Wschodniego Tobago
Rezerwat Biosfery Północno-Wschodniego Tobago (ang. North-East Tobago Biosphere Reserve) – rezerwat biosfery UNESCO MAB utworzony w 2022 roku, znajdujący się w północno-wschodniej części wyspy Tobago oraz na wysepkach Little Tobago i Saint Giles wchodzących w skład państwa Trynidad i Tobago.

## Charakterystyka

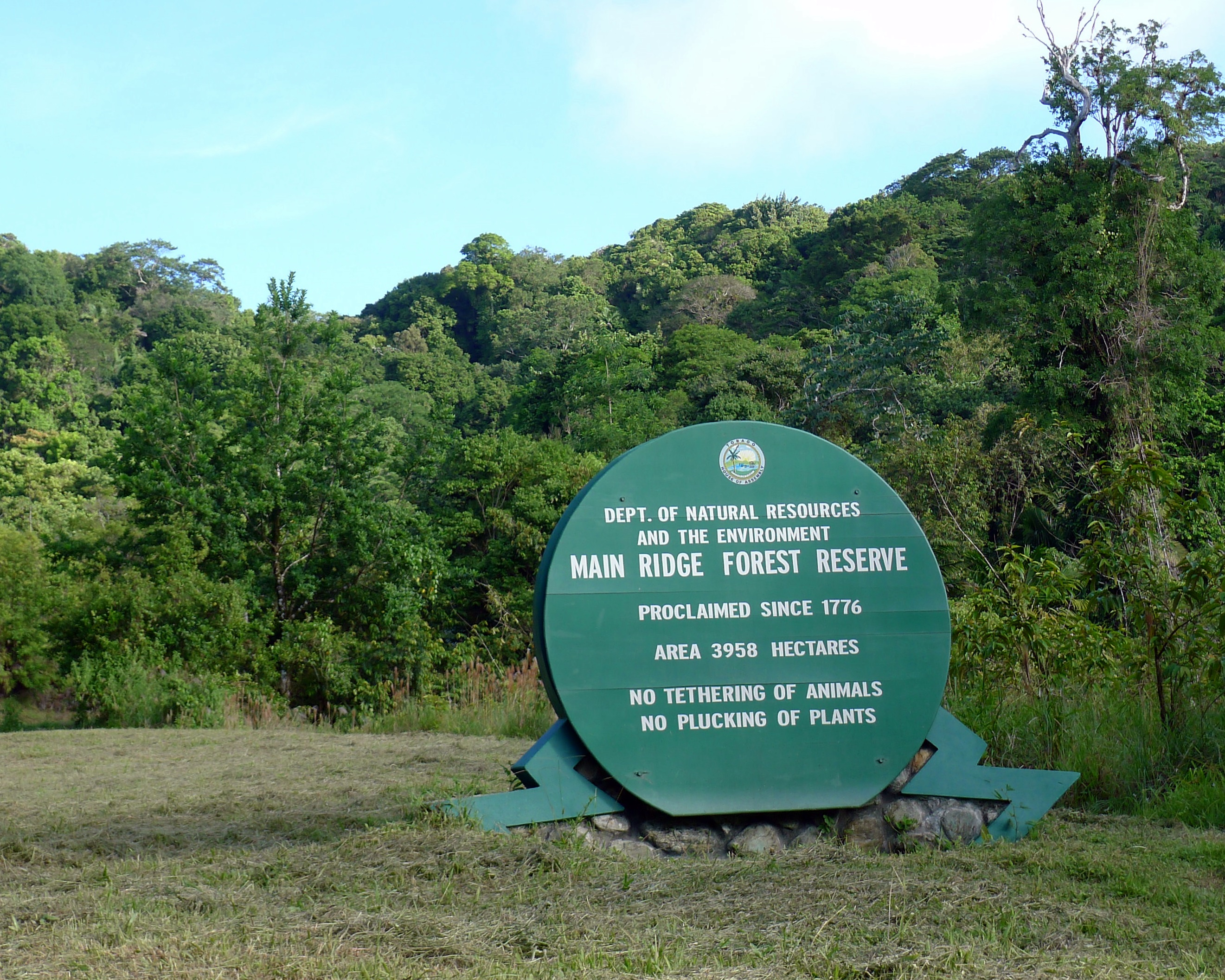
Rezerwat Tobago Main Ridge Forest (2012)

Rezerwat Biosfery Północno-Wschodniego Tobago wyznaczony został 28 października 2020 roku, a jego oficjalna inauguracja miała miejsce 7 czerwca 2022 roku w ramach obchodów Światowego Dnia Środowiska. Rezerwat ma łączną powierzchnię 83 488 ha (w tym 15 104 ha terenów lądowych i 68 384 ha wód morskich), a jego strefę centralną (core area) stanowią trzy obszary objęte ochroną – rezerwat Tobago Main Ridge Forest założony w 1776 roku i będący jednym z najstarszych prawnie chronionych rezerwatów lasów tropikalnych na świecie oraz wyspy Little Tobago i Saint Giles położone u północno-wschodnich wybrzeży Tobago.
Wszystkie te obszary stanowią ostoje ptaków IBA organizacji BirdLife International; dodatkowo Tobago Main Ridge Forest Reserve od 2011 roku figuruje na trynidadzko-tobagijskiej liście informacyjnej – liście obiektów rozważanych do zgłoszenia na listę światowego dziedzictwa UNESCO.
Według stanu z listopada 2020 roku w 15 wioskach na terenie rezerwatu biosfery mieszkało ok. 10 tys. osób. Mieszkańcy zajmują się głównie tradycyjnym rybołówstwem i leśnictwem, a także znajdują zatrudnienie w sektorze turystycznym oraz w administracji publicznej.

## Środowisko przyrodnicze

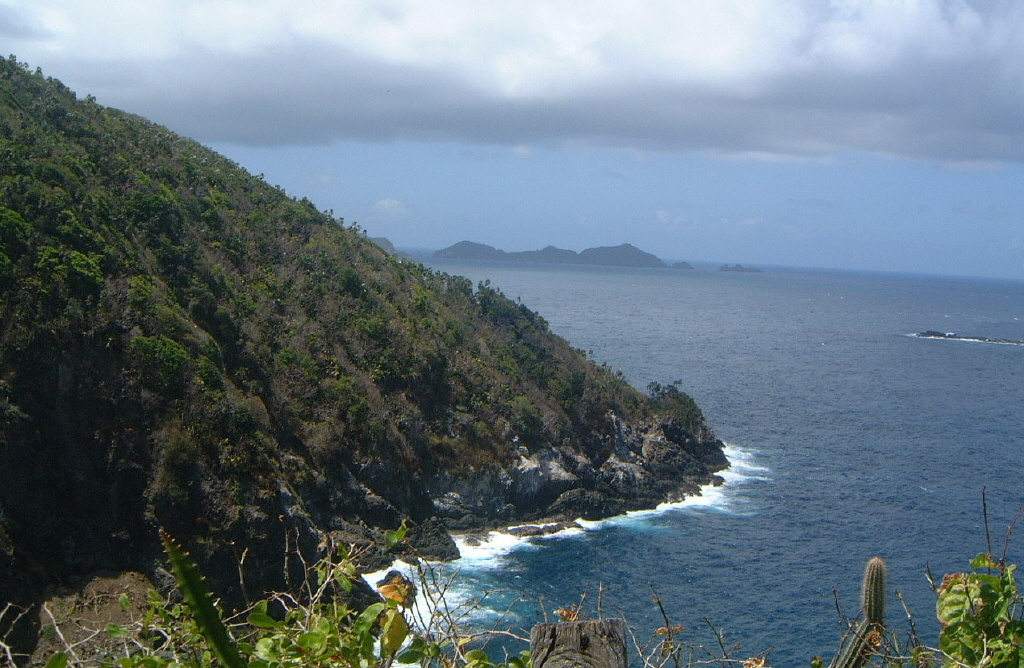
Wyspa Saint Giles (na horyzoncie) widziana z wyspy Little Tobago (2005)

Główną część rezerwatu biosfery stanowi pasmo górskie Main Ridge zajmujące ok. 2/3 powierzchni wyspy Tobago. Osiąga ono wysokość do 604 m n.p.m. i porastają je głównie tropikalne wilgotne lasy nizinne, natomiast na południowych zboczach występują pozostałości pierwotnego tropikalnego lasu suchego, dla ochrony których w 1776 roku założono rezerwat Tobago Main Ridge Forest. Wybrzeża wysp porastają namorzyny, a w wodach przybrzeżnych rozwinęły się rafy koralowe.
Wyspa Little Tobago położona jest ok. 2 km na wschód od wybrzeża Tobago w Speyside. Wznosi się na wysokość ok. 140 m ponad poziom otaczającego oceanu, a jej powierzchnia to ok. 113 ha. Skalista wysepka Saint Giles leży ok. 1 km na północny wschód od Tobago, ma powierzchnię ok. 29 ha i wysokość ok. 100 m n.p.m.

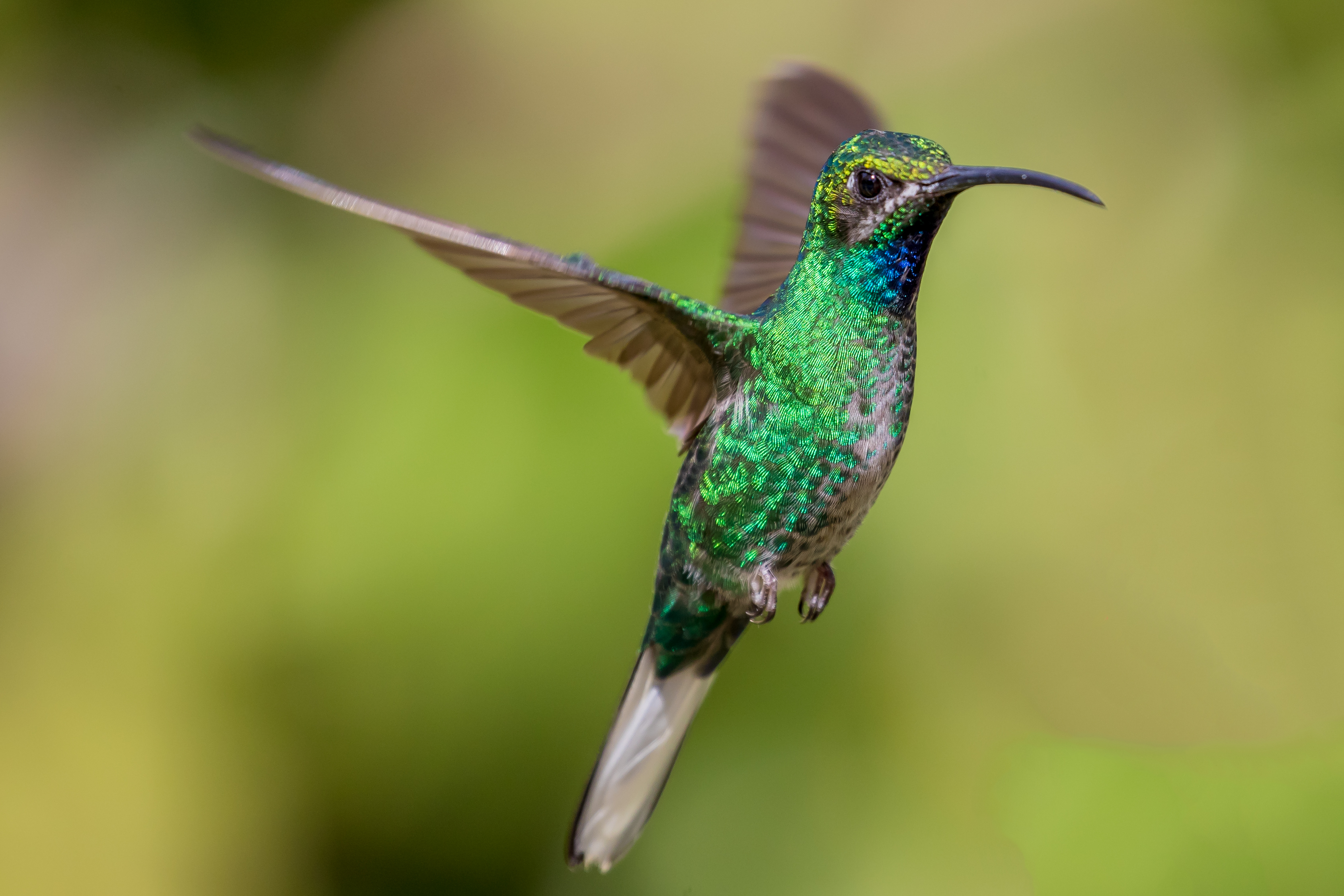
Zapylak białosterny (2018)

Na obszarze rezerwatu biosfery wyróżniono 19 typów siedlisk. Występują tu 1774 gatunki roślin i zwierząt, w tym 83 gatunki zagrożone oraz 41 gatunków endemicznych. Do fauny rezerwatu należą m.in.: piłodziób czerwonogardły (Momotus bahamensis) oraz podgatunek insularis leśniaka ubogiego (Hylophilus flavipes insularis). Innymi endemicznymi ptakami są szmaragdzik rudorzytny (Saucerottia tobaci), zapylak białosterny (Campylopterus ensipennis), muchołap wenezuelski (Myiarchus venezuelensis) i czakalaka rdzaworzytna (Ortalis ruficauda). Populacje zapylaka białosternego oraz modrogrzbiecika trójbarwnego (Chiroxiphia pareola) zostały w 1963 roku zdziesiątkowane przez huragan Flora, zdołały się jednak odrodzić i są obecnie jedną z głównych atrakcji turystycznych lasów na Tobago.
Little Tobago stanowi ważną kolonię lęgową rybołówki brunatnej, faetona białosternego i burzyka równikowego, a innymi ptakami lęgowymi zamieszkującymi tę wyspę są głuptak białobrzuchy, mewa karaibska, rybitwa czarnogrzbieta i rybitwa brunatnogrzbieta. Na wyspie Saint Giles oraz otaczających ją skałach znajdują się z kolei jedyne w Tynidadzie i Tobago kolonie głuptaka czerwononogiego i fregaty wielkiej. Faeton białosterny, rybołówka brunatna, głuptak białobrzuchy i burzyk równikowy występują również tutaj, a ponadto odnotowano obecność 80 osobników głuptaka maskowego.
Endemicznymi płazami występującymi tylko na Tobago są narażone na wyginięcie Mannophryne olmonae, Eleutherodactylus cundalli i Hyalinobatrachium orientale subsp. tobagoensis. Endemiczne gatunki gadów reprezentuje Gonatodes ocellatus i Erythrolamprus ocellatus.

## Galeria

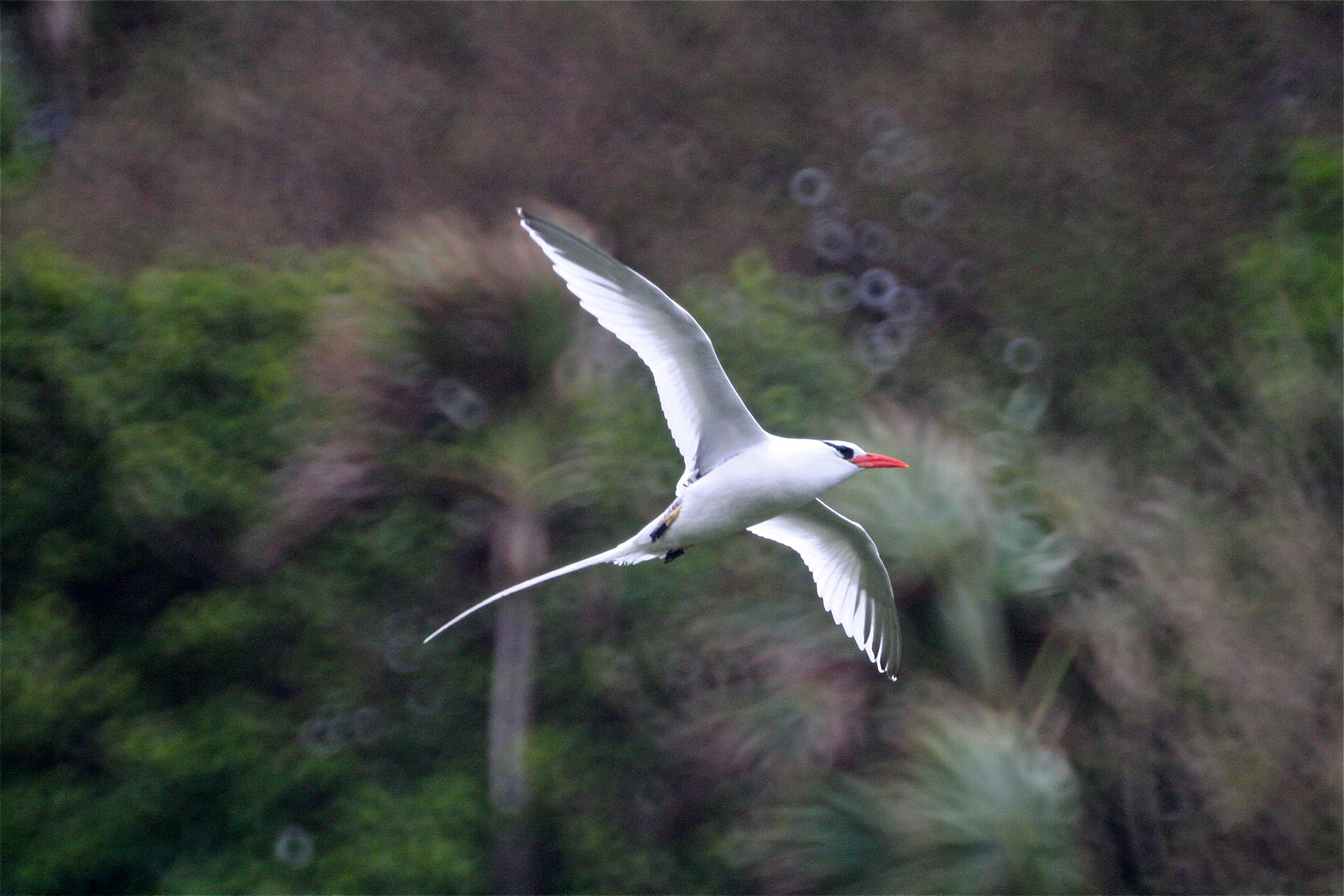
Faeton białosterny w locie (2012)
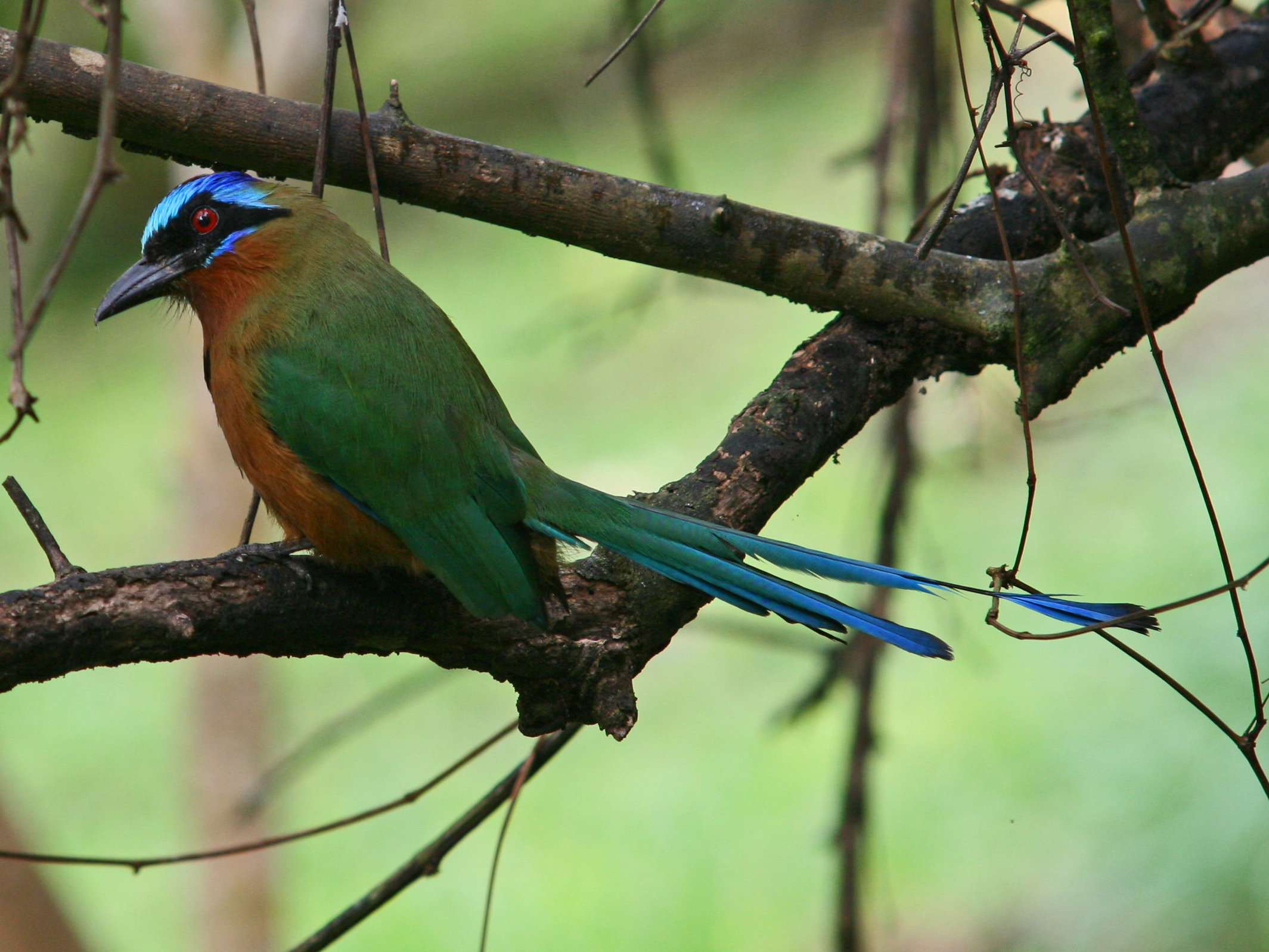
Piłodziób czerwonogardły (2009)
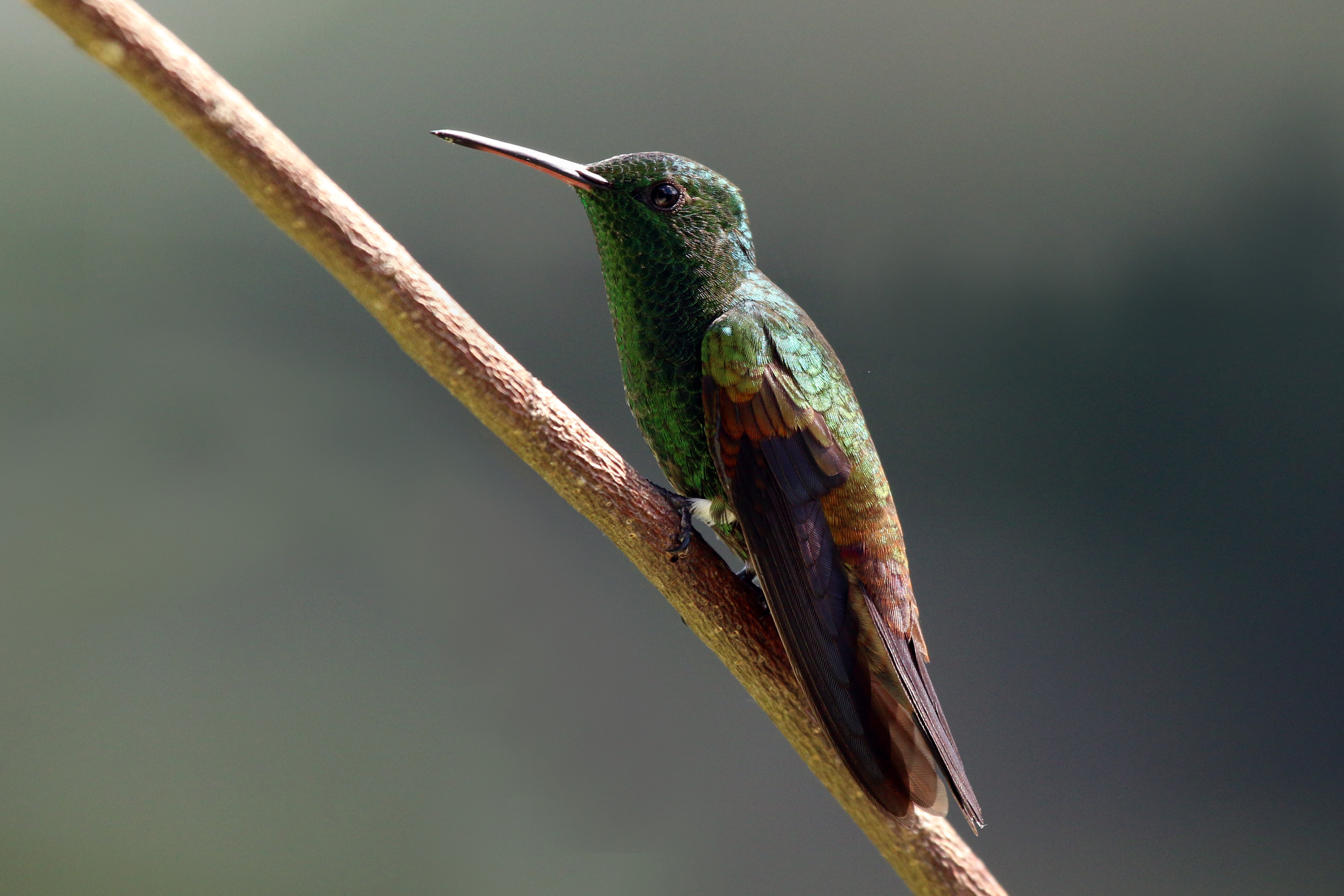
Szmaragdzik rudorzytny (2014)
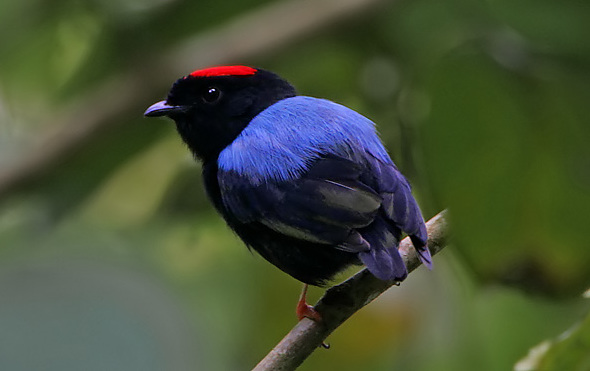
Modrogrzbiecik trójbarwny (2006)
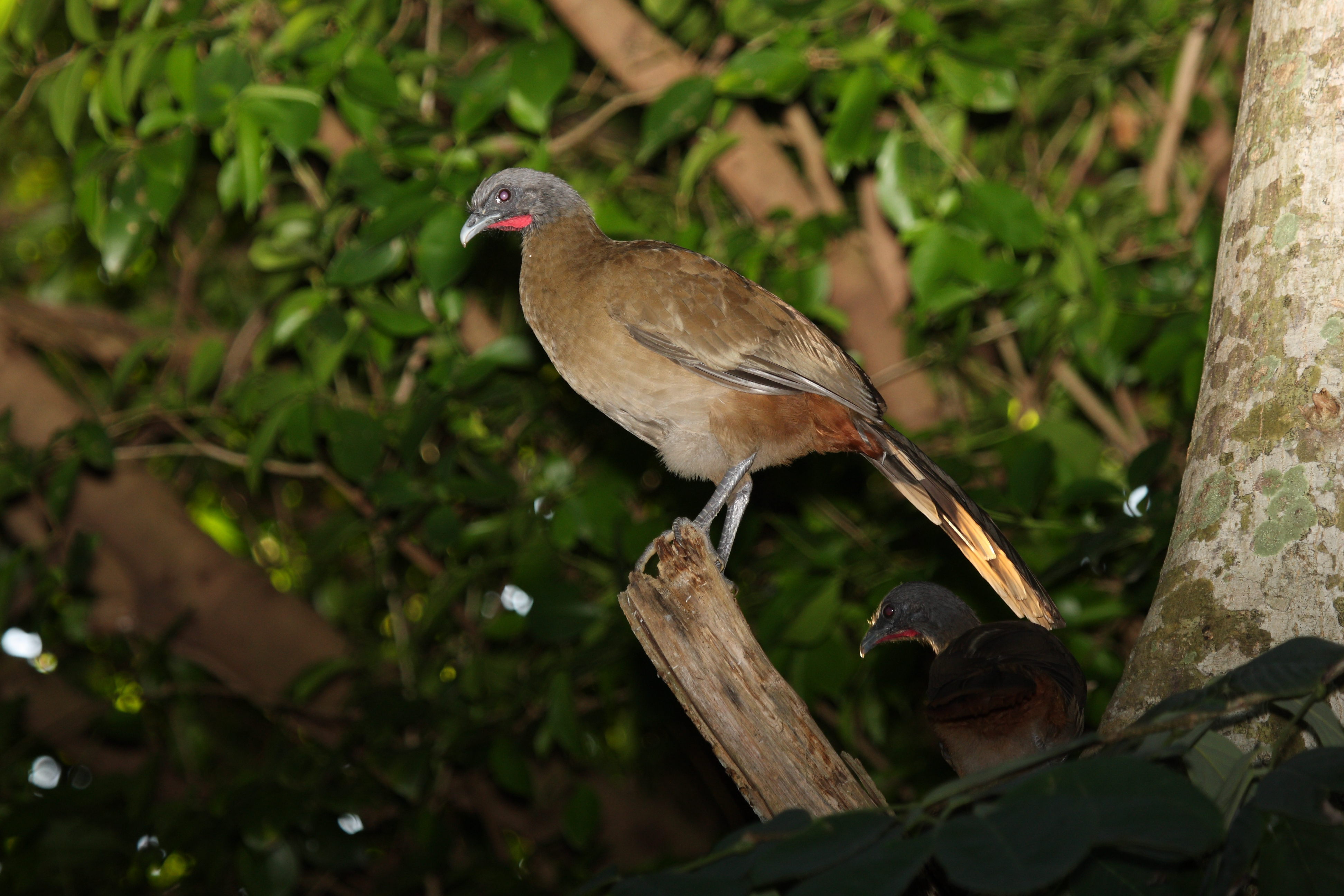
Czakalaka rdzaworzytna (2009)
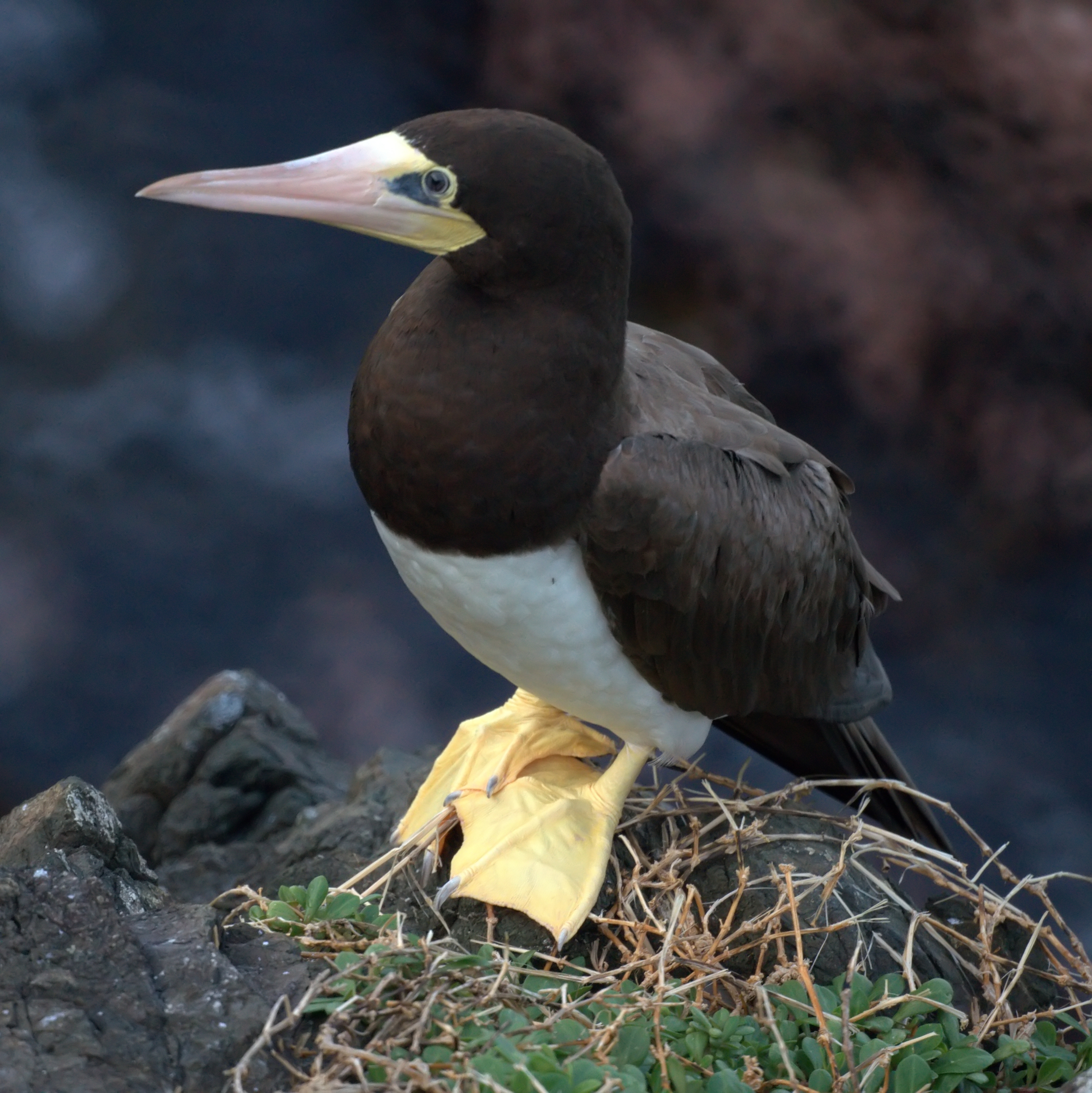
Głuptak białobrzuchy (2011)
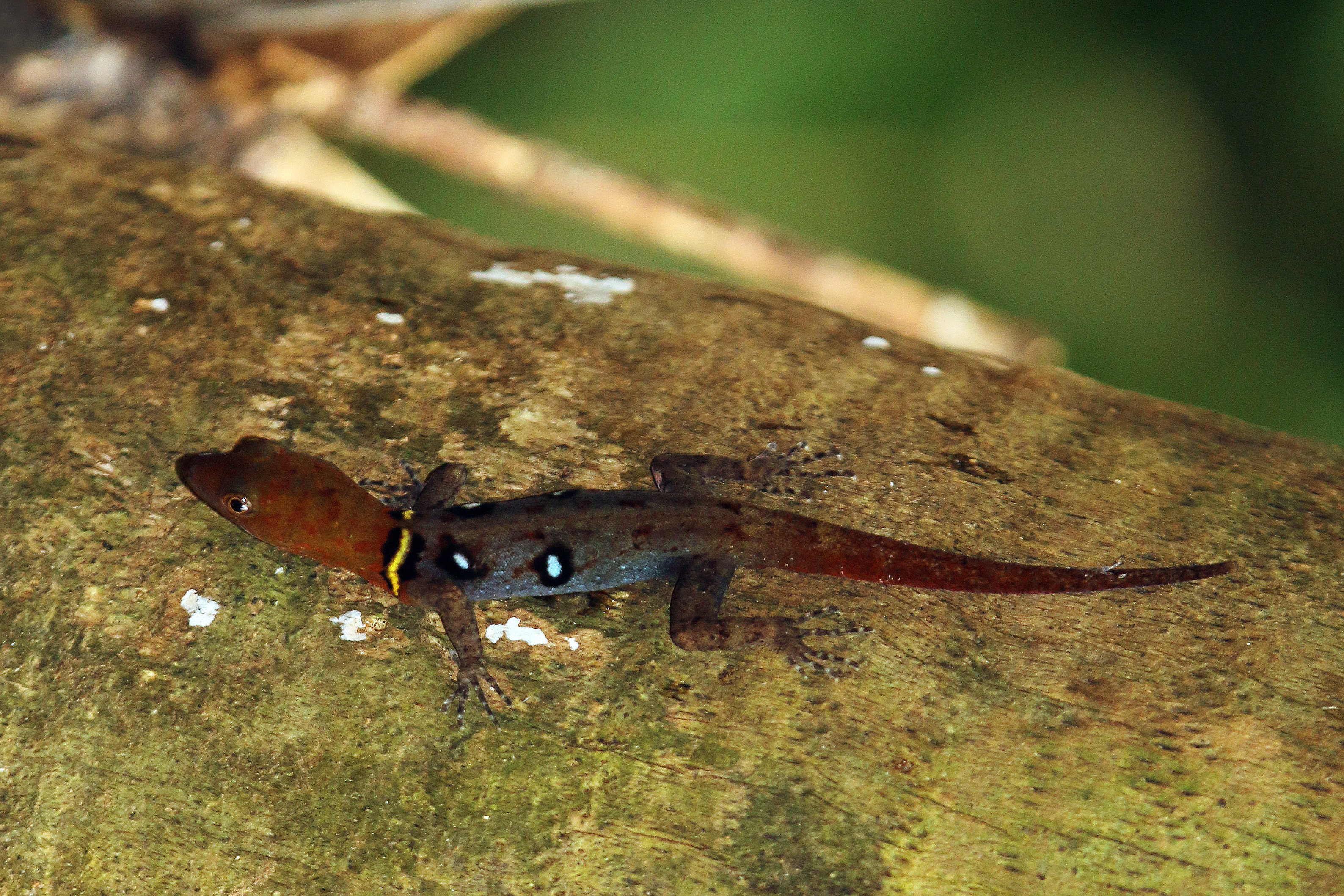
Gonatodes ocellatus, samiec (2014)